# Таррагона (провинция)
Тарраго́на (исп. provincia de Tarragona, кат. província de Tarragona) — провинция на северо-востоке Испании в составе автономного сообщества Каталония. Административный центр — Таррагона.
Таррагона граничит с провинциями Кастельон (провинция), Теруэль (провинция), Сарагоса (провинция), Лерида (провинция) (исп. Lérida), Барселона (провинция), и со Средиземным морем.
В 2002 году в провинции проживало 631 156 человек, из которых примерно одна пятая часть — в столице, городе Таррагона. Некоторые города и поселки в провинции Таррагона — Константи, Реус, Фальсет, Вендрель, Тортоса, Ампоста. Провинция включает 183 муниципалитета.
Территория — 6 303 км² (39-е место среди провинций страны). Население — 705 тыс. (19-е место; данные 2005 г.).